# Toni Vodišek
Toni Vodišek (* 7. Juni 2000 in Izola) ist ein slowenischer Kitesurfer.

## Erfolge
Toni Vodišek begann im Alter von sechs Jahren mit dem Segelsport in der Bootsklasse Optimist. Sein Vater war bereits Kitesurfer, woraufhin Vodišek bald selbst zum Kitesurfen wechselte. Er vertrat Slowenien bei den Olympischen Jugend-Sommerspielen 2018 in Buenos Aires, bei denen er als Zweitplatzierter die Silbermedaille gewann. Ein Jahr darauf belegte er auch bei den Europameisterschaften in Oristano den zweiten Platz. Dieses Ergebnis wiederholte er ein weiteres Mal bei den Europameisterschaften 2022 in Nafpaktos, während er im selben Jahr in Cagliari Weltmeister wurde. Die Weltmeisterschaften 2023 in Den Haag schloss er wiederum auf Rang zwei ab.
Bei den Olympischen Spielen in Paris wurden in der Qualifikation wurden aufgrund schwacher Windbedingungen nur sechs von 16 Wettfahrten durchgeführt, von denen Vodišek zwei gewann. Mit zwölf Punkten qualifizierte er sich als bester Surfer direkt für das Finale, in das er zwei Wertungspunkte mitnahm. In drei Wettfahrten kam er jedoch nie über den vierten Platz hinaus. Gleichzeitig gewann der Österreicher Valentin Bontus, der ohne Wertungspunkte ins Finale gestartet war, alle drei Wettfahrten und wurde damit Olympiasieger. Da weder Maximilian Maeder aus Singapur noch der Italiener Riccardo Pianosi im Finale weitere Wertungspunkte erzielten, schloss Vodišek den Wettbewerb auf dem zweiten Platz ab und gewann die Silbermedaille. Bronze ging an Maeder mit einem Wertungspunkt.